# Origins (álbum de Eluveitie)
Este artículo trata sobre el álbum de la banda suiza Eluveitie. Para otros usos véanse Origin u Origins.
Origins es el sexto álbum de larga duración de la banda suiza de folk metal Eluveitie, que fue puesto a la venta el 1 de agosto de 2014.

## Concepto
Origins trata sobre la mitología celta o, según palabras de Chrigel Glanzmann: «para ser más precisos, con los cuentos etiológicos de la Galia». Glanzmann también diseñó todo el trabajo artístico de este nuevo álbum y explicó: «La carátula del álbum está basada en la aureola de Sucellos, como se aprecia en una estatua que fue encontrada en el santuario de una casa galo-romana de la Francia actual». Fue diseñada bajo la supervisión científica de expertos de la Universidad de Zúrich.

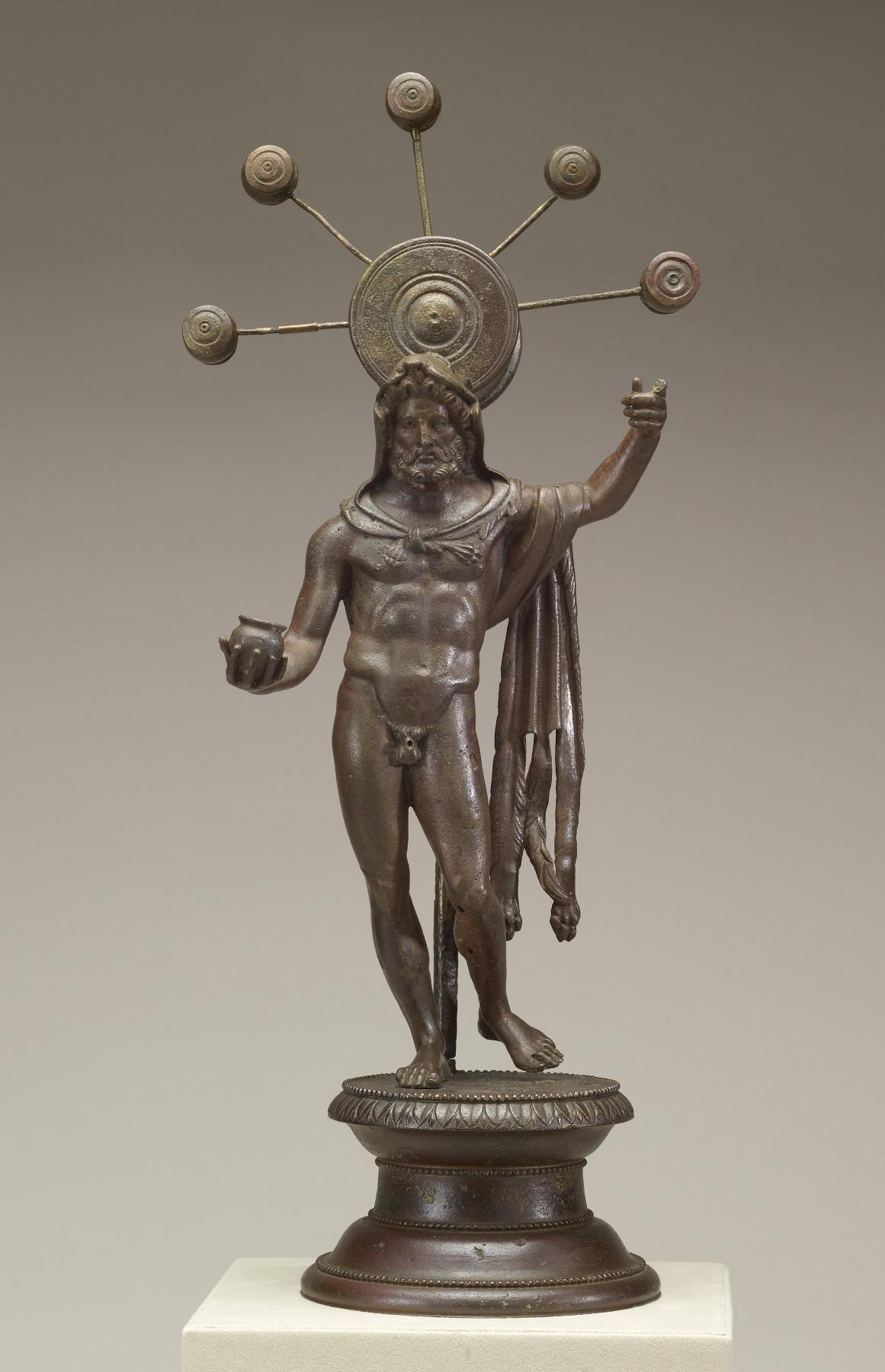
Estatua de Sucellos encontrada en el santuario de un hogar galo-romano en Vienne, actual Francia

## Recibimiento
Una vez se puso en venta, Origins recibió, por lo general, reseñas positivas de la crítica musical. Björn Springorum de la revista Metal Hammer afirmó que Origins es «su álbum más fuerte hasta la fecha». Glenn Butler de PowerPlay continuó el elogio diciendo  «En pocas palabras, este álbum es una magnífica creación desde su concepción hasta el resultado final».

## Posicionamiento
Por primera vez, en los doce años de la historia de Eluveitie, un álbum suyo alcanzó el número uno de las listas de éxitos en Suiza. Al escuchar las noticias, la banda comentó «Es sencillamente increíble. Estamos orgullosos, felices y, sobre todo, agradecidos; gracias a vosotros, nuestros fanes. Junto a vosotros hemos logrado lo imposible y hemos puesto al metal donde le corresponde: ¡en la cima!». Además, Origins alcanzó el número uno en la lista Billboard's Heatseekers Albums e irrumpió en el top ten alemán llegando al número seis.
| Listas (2014)                          | Posición |
| -------------------------------------- | -------- |
| Austria (Ö3 Austria)                   | 22       |
| Bélgica (Ultratop)                     | 115      |
| Finlandia (Suomen virallinen)          | 37       |
| Francia (SNEP)                         | 52       |
| Alemania (Media Control Charts)        | 6        |
| Suiza (Schweizer Hitparade)            | 1        |
| Reino Unido (OCC Independent)          | 21       |
| Reino Unido (OCC Independent Breakers) | 6        |
| Reino Unido (OCC Rock & Metal)         | 13       |
| Estados Unidos (Billboard 200)         | 104      |
| Estados Unidos (Billboard Hard Rock)   | 12       |
| Estados Unidos (Billboard Heatseekers) | 1        |
| Estados Unidos (Billboard Independent) | 12       |
| Estados Unidos (Billboard Rock)        | 30       |

## Lista de canciones
| N.º | Título                      | Letras    | Música                   | Duración |  |
| 1.  | «Origins»                   | Glanzmann | Glanzmann                | 2:13     |  |
| 2.  | «The Nameless»              | Glanzmann | Glanzmann, Henzi         | 4:12     |  |
| 3.  | «From Darkness»             | Glanzmann | Glanzmann                | 4:11     |  |
| 4.  | «Celtos»                    | Glanzmann | Glanzmann                | 3:57     |  |
| 5.  | «Virunus»                   | Glanzmann | Glanzmann, Henzi         | 4:51     |  |
| 6.  | «Nothing»                   | Glanzmann | Glanzmann                | 0:57     |  |
| 7.  | «The Call Of The Mountains» | Glanzmann | Glanzmann, Henzi, Murphy | 4:14     |  |
| 8.  | «Sucellos»                  | Glanzmann | Henzi, Glanzmann         | 5:05     |  |
| 9.  | «Inception»                 | Glanzmann | Henzi, Glanzmann         | 3:49     |  |
| 10. | «Vianna»                    | Glanzmann | Henzi, Murphy            | 3:36     |  |
| 11. | «The Silver Sister»         | Glanzmann | Henzi                    | 4:15     |  |
| 12. | «King»                      | Glanzmann | Henzi, Glanzmann         | 4:33     |  |
| 13. | «The Day Of Strife»         | Glanzmann | Glanzmann, Henzi         | 3:49     |  |
| 14. | «Ogmios»                    | Glanzmann | Glanzmann                | 0:29     |  |
| 15. | «Carry The Torch»           | Glanzmann | Henzi                    | 4:37     |  |
| 16. | «Eternity»                  | Glanzmann | Glanzmann                | 2:34     |  |

### DVD extra de compra por correo
| Digipack & Mailorder Bonus DVD |                                                       |          |  |
| N.º                            | Título                                                | Duración |  |
| 1.                             | «The Call Of The Mountains»                           | 4:15     |  |
| 2.                             | «King»                                                | 4:33     |  |
| 3.                             | «Interview»                                           | 10:00    |  |
| 4.                             | «The Uprising» (en directo en Feuertanzfestival 2013) | 3:42     |  |
| 5.                             | «Uxellodunon» (en directo en Feuertanzfestival 2013)  | 4:01     |  |
| 6.                             | «Havoc» (en directo en Feuertanzfestival 2013)        | 4:39     |  |

### CD extra de compra por correo -The Call of the Mountains
| The Call Of The Mountains (Mailorder Bonus CD) |                                            |          |  |
| N.º                                            | Título                                     | Duración |  |
| 17.                                            | «L'appel Des Montagnes» (en francés)       | 4:15     |  |
| 18.                                            | «Il Richiamo Dei Monti» (en italiano)      | 4:15     |  |
| 19.                                            | «Il Clom Dallas Muntognas» (en romanche)   | 4:15     |  |
| 20.                                            | «De Ruef Vo De Bärge» (en alemán de Suiza) | 4:15     |  |

## Intérpretes

### Eluveitie
- Kay Brem - Bajo eléctrico
- Chrigel Glanzmann - Voz gutural, arpa, tin y low whistle, gaita irlandesa, mandola y bodhrán
- Ivo Henzi - Guitarra rítmica
- Patrick «Päde» Kistler - Gaitas y whistles (vid. supra).
- Anna Murphy - Voz melódica, zanfona
- Rafael Salzmann - Guitarra solista
- Merlin Sutter - Batería
- Meri Tadić - Violín

### Invitados
- Alexander Morton - voz narrativa en las pistas 1 y 16.